# Rouen, martyre d'une cité
Pour plus de détails, voir Fiche technique et Distribution.
Rouen, martyre d'une cité est un court métrage documentaire français réalisé par Louis Cuny, sorti en 1945.

## Synopsis
La destruction de la ville de Rouen et de son patrimoine architectural lors des bombardements alliés de la Seconde Guerre mondiale.

## Fiche technique
- Titre : Rouen, martyre d'une cité
- Réalisation : Louis Cuny
- Photographie : Walter Wottitz et Roland Paillas
- Musique : Marc Berthomieu
- Son : Carrère
- Société de production : Celia Films
- Pays d'origine :  France
- Format :  Noir et blanc - 35 mm - Son mono
- Durée : 14 minutes 23 secondes
- Genre : Film documentaire
- Année de sortie : 1945